# Pavel Kindlmann
Pavel Kindlmann é um entomólogo, matemático e ecólogo natural da República Checa. O seu trabalho de investigação centra-se particularmente no âmbito da ecologia das populações. É autor do livro "Population Systems: A General Introduction", com Alan Andrew Berryman. Tem uma obra extensa de publicações onde, desde 1982, apresenta as conclusões dos seus estudos sobre biodiversidade, relações inter e intraespecíficas e a sua relação com as alterações na paisagem rural contemporânea.
São particularmente importantes os seus estudos sobre dinâmicas populacionais nos afídios. É dele, e de Anthony Frederick George Dixon a expressão "gerações encaixadas" (telescoping generations) aplicadas à forma de reprodução partenogénica vivípara dos afídios, que já têm embriões a desenvolverem-se no seu interior quando eles próprios ainda são embriões.